# Campeonato Mundial de Motociclismo de Velocidad de 350cc
El Campeonato del Mundo de motociclismo de velocidad de 350cc, regulado por la Federación Internacional de Motociclismo, fue la máxima competición internacional de motociclismo de velocidad en la cilindrada de 350cc.
La categoría de 350cc se disputó desde el inicio del campeonato en el año 1949, hasta su cancelación en 1982.
El piloto que más veces ha ganado el campeonato en esta categoría ha sido el italiano Giacomo Agostini, con 7 títulos.

## Palmarés
| Año  | Piloto            | Constructor |
| ---- | ----------------- | ----------- |
| 1949 | Freddie Frith     | Velocette   |
| 1950 | Bob Foster        | Velocette   |
| 1951 | Geoff Duke        | Norton      |
| 1952 | Geoff Duke        | Norton      |
| 1953 | Fergus Anderson   | Moto Guzzi  |
| 1954 | Fergus Anderson   | Moto Guzzi  |
| 1955 | Bill Lomas        | Moto Guzzi  |
| 1956 | Bill Lomas        | Moto Guzzi  |
| 1957 | Keith Campbell    | Moto Guzzi  |
| 1958 | John Surtees      | MV Agusta   |
| 1959 | John Surtees      | MV Agusta   |
| 1960 | John Surtees      | MV Agusta   |
| 1961 | Gary Hocking      | MV Agusta   |
| 1962 | Jim Redman        | Honda       |
| 1963 | Jim Redman        | Honda       |
| 1964 | Jim Redman        | Honda       |
| 1965 | Jim Redman        | Honda       |
| 1966 | Mike Hailwood     | Honda       |
| 1967 | Mike Hailwood     | Honda       |
| 1968 | Giacomo Agostini  | MV Agusta   |
| 1969 | Giacomo Agostini  | MV Agusta   |
| 1970 | Giacomo Agostini  | MV Agusta   |
| 1971 | Giacomo Agostini  | MV Agusta   |
| 1972 | Giacomo Agostini  | MV Agusta   |
| 1973 | Giacomo Agostini  | MV Agusta   |
| 1974 | Giacomo Agostini  | Yamaha      |
| 1975 | Johnny Cecotto    | Yamaha      |
| 1976 | Walter Villa      | Harley      |
| 1977 | Takazumi Katayama | Yamaha      |
| 1978 | Kork Ballington   | Kawasaki    |
| 1979 | Kork Ballington   | Kawasaki    |
| 1980 | Jon Ekerold       | Bimota      |
| 1981 | Anton Mang        | Kawasaki    |
| 1982 | Anton Mang        | Kawasaki    |

### Campeonatos por piloto
| Piloto           | Campeonatos |
| ---------------- | ----------- |
| Giacomo Agostini | 7           |
| Jim Redman       | 4           |
| John Surtees     | 3           |
| Geoff Duke       | 2           |
| Fergus Anderson  | 2           |
| Bill Lomas       | 2           |
| Mike Hailwood    | 2           |
| Kork Ballington  | 2           |
| Anton Mang       | 2           |

### Campeonatos por país
| Pais        | Campeonatos |
| ----------- | ----------- |
| Reino Unido | 13          |
| Italia      | 8           |
| Rodesia     | 5           |
| Sudáfrica   | 3           |
| Alemania    | 2           |
| Australia   | 1           |
| Venezuela   | 1           |
| Japón       | 1           |